# 목포시·무안군·신안군
목포시·무안군·신안군은 대한민국의 옛 국회의원 선거구이다. 당시 전라남도 목포시, 무안군, 신안군 지역을 관할했다.

## 역사
제9대 국회의원 선거를 앞두고 목포시 선거구, 무안군 선거구, 신안군 선거구가 통합되면서 신설되었다.
제13대 국회의원 선거를 앞두고 목포시 선거구, 무안군 선거구, 신안군 선거구로 각각 분리되면서 폐지되었다.

## 역대 국회의원
| 선거   | 정당 | 정당       | 1위 의원 | 정당 | 정당       | 2위 의원 |
| ------ | ---- | ---------- | -------- | ---- | ---------- | -------- |
| 1973년 |      | 민주공화당 | 강기천   |      | 민주통일당 | 김경인   |
| 1978년 |      | 민주공화당 | 최영철   |      | 신민당     | 임종기   |
| 1981년 |      | 민주정의당 | 최영철   |      | 민주한국당 | 임종기   |
| 1985년 |      | 민주정의당 | 최영철   |      | 민주한국당 | 임종기   |

## 역대 선거 결과

### 대한민국 제9대 국회의원 선거
|  | 55.60% |

|  | 17.46% |

|  | 14.05% |

|  | 12.87% |

### 대한민국 제10대 국회의원 선거
|  | 38.77% |

|  | 26.29% |

|  | 15.76% |

|  | 9.58% |

|  | 9.58% |

### 대한민국 제11대 국회의원 선거
|  | 33.61% |

|  | 26.50% |

|  | 17.17% |

|  | 7.73% |

|  | 4.84% |

|  | 3.31% |

|  | 3.17% |

|  | 2.01% |

|  | 1.62% |

### 대한민국 제12대 국회의원 선거
|  | 37.24% |

|  | 33.29% |

|  | 29.46% |